# Dameuse
Une dameuse est un véhicule sur chenilles spécialement conçu pour améliorer la qualité de la neige pour la pratique des principaux sports de glisse d'hiver, tels que le ski ou le snowboard. Elle est utilisée dans les domaines skiables sur les pistes de ski ( Fond ou Alpin ) ou de motoneiges.
Les termes resurfaceuse et surfaceuse désignent plus spécifiquement les véhicules utilisés pour retravailler les surfaces de glace, en particulier les patinoires. Le terme Ratrac est parfois utilisé mais il s'agit d'une ancienne marque de commerce. 

## Histoire
En 1935, Armand Bombardier invente la chenille souple à partir d'acier embouti boulonné sur courroies de convoyeur et entrainée par barbotin caoutchouté pour résister aux chocs (demande de brevet en 1936, échéance en 1954). Il met sur le marché l'autoneige B-7 en 1936 et la B-12 en 1941 (7 et 12 passagers). En 1942, il conçoit une chenille double largeur pour la chenillette Mark 1 fabriquée à 410 exemplaires pour répondre aux exigences de l'armée canadienne; la plupart des Mark 1 sont expédiées en Angleterre dont un exemplaire sera testé dans les Alpes italiennes et est actuellement exposé au musée "Il Museo storico della Motorizzazione Militare", Caserma Arpaia, Viale dell'Esercito 170, Roma-Cecchignola, Italy. En 1953, après la guerre, Bombardier s'inspire de la Mark 1 pour concevoir la chenillette passe-partout Muskeg qui connaîtra un succès international.

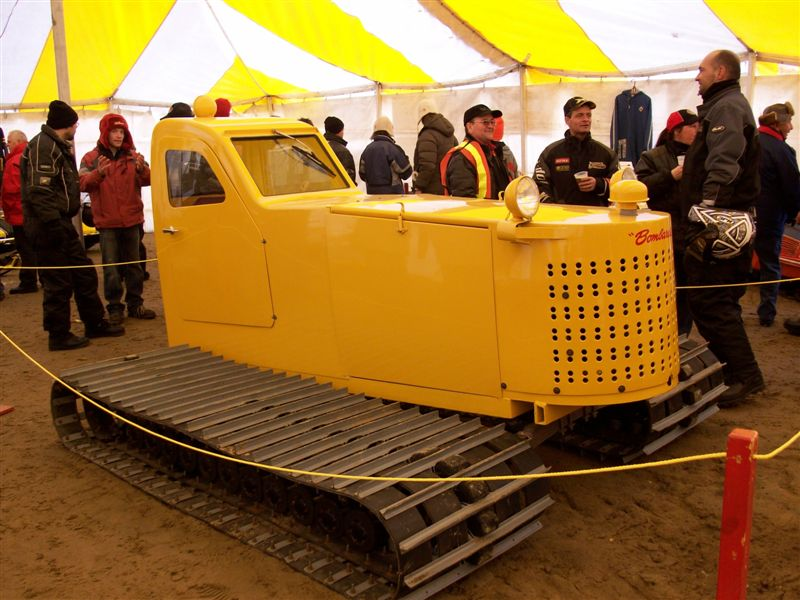
Bombardier Snow Packer 1961.

En 1961, Bombardier invente la première dameuse à chenilles très larges pour compacter la neige, le Snow Packer dont il fabrique deux exemplaires; une de ces machines a servi pendant plusieurs années au damage des pistes de la station de ski du Mont Orford dans les Cantons-de-l’Est, province de Québec. À l'époque, le ski alpin est peu populaire au Québec et le Snow Packer ne sera pas commercialisé. Ce n'est qu'en 1970 que la très grande popularité de la motoneige permet à Bombardier de commercialiser la dameuse Skidozer pour l'entretien des sentiers de motoneige et des pentes de ski alpin. Aujourd'hui, tous les manufacturiers de dameuses utilisent une chenille inspirée de celle qui a été inventée par Bombardier.

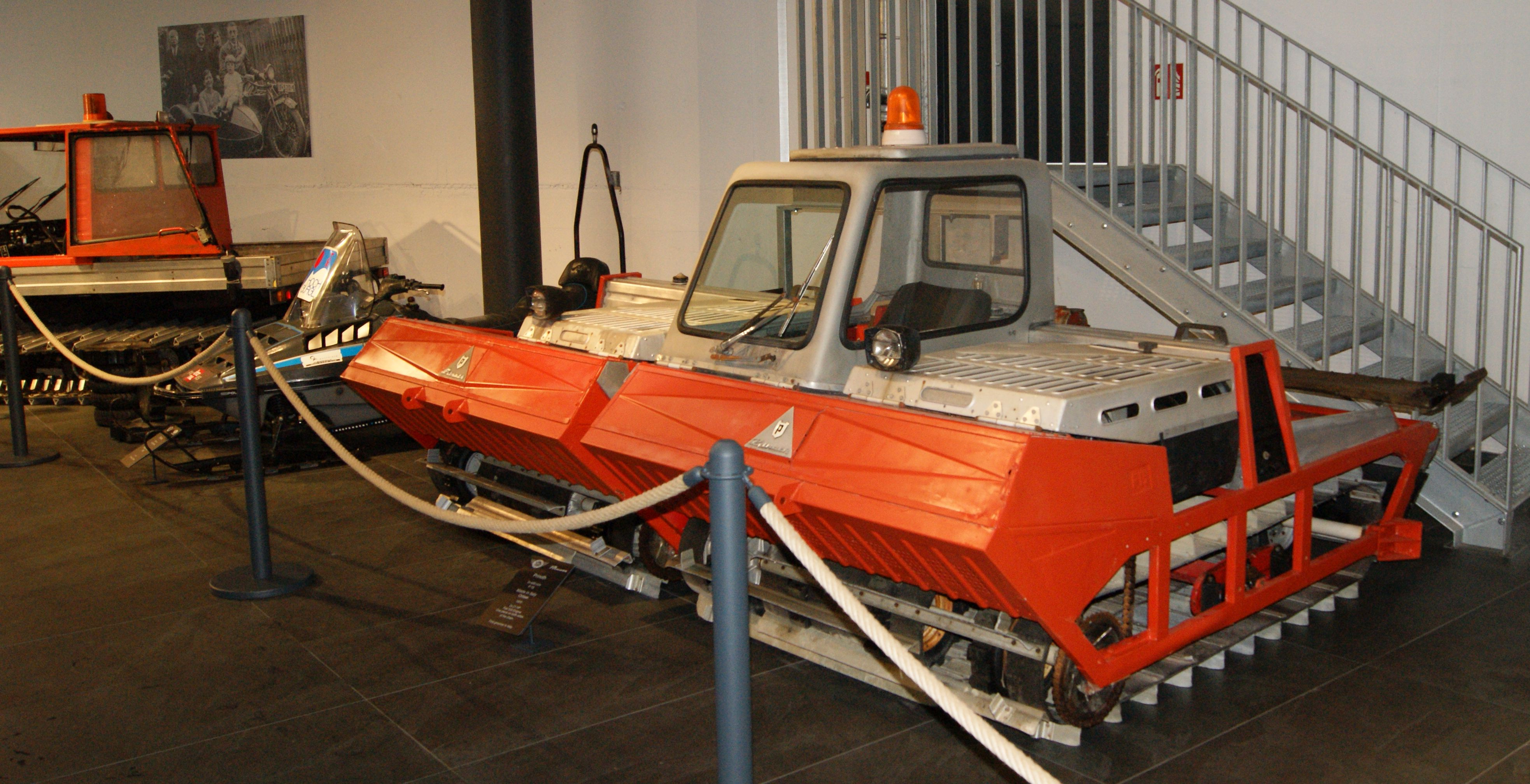
PrinotP15-05ASD

En 1962, Ernst Prinoth, un pilote italien de course automobile, fabrique un prototype de dameuse (le P60) qu'il perfectionne pendant deux ans pour commercialiser le P15 en 1964. En 2005, Prinoth achète la division Damage de Bombardier, puis, en 2009, sa branche de véhicules utilitaires sur chenilles.

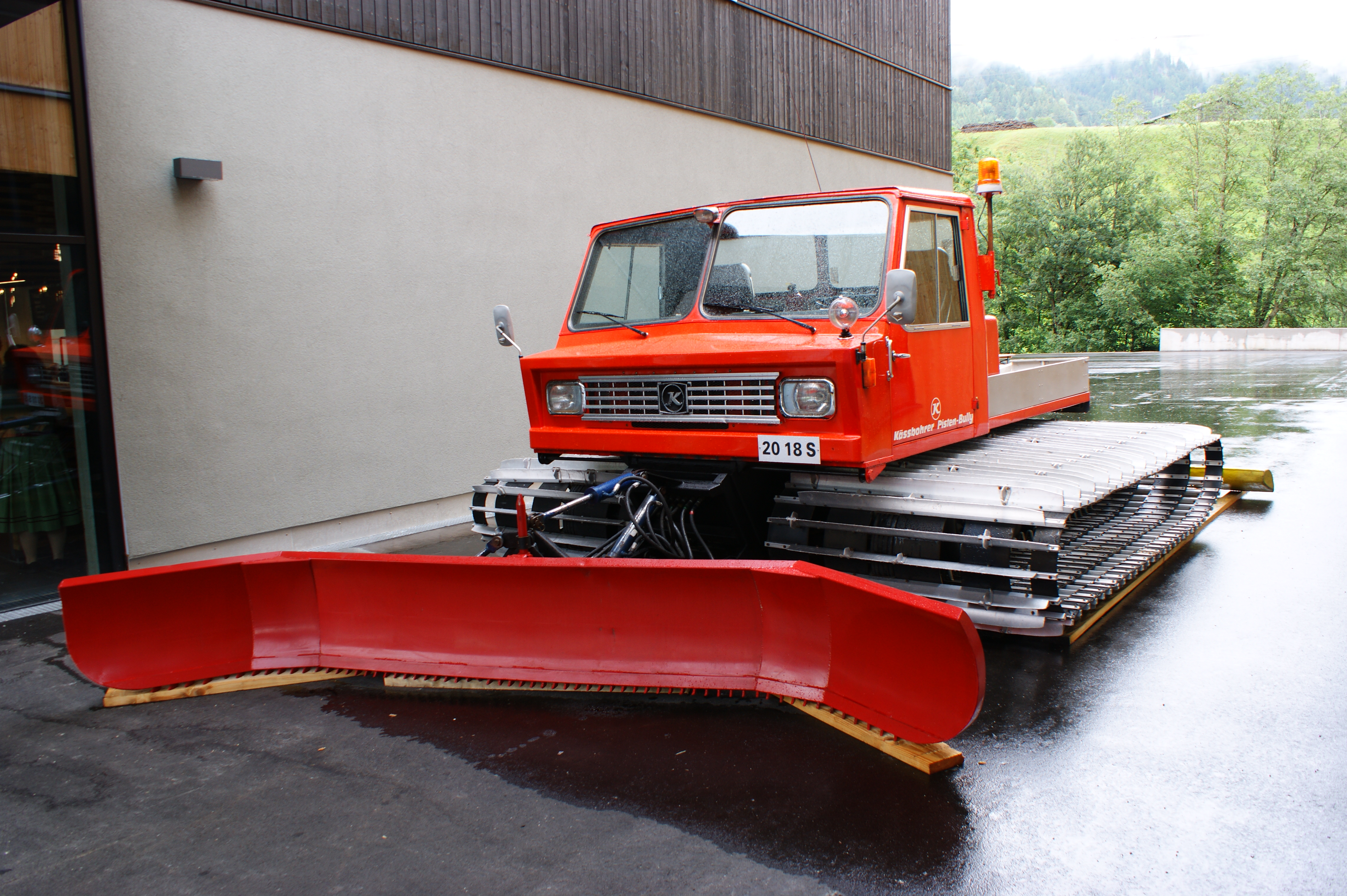
PistenBully PB145D

Après des vacances au ski en 1967, Karl Kässbohrer, le fondateur de PistenBully, décide de concevoir une dameuse et fabrique un prototype en décembre 1968. Sous la direction de Walter Haug, le concept est perfectionné pour inclure un moteur diesel Daimler-Benz, un système à entraînement hydrostatique et des chenilles à traverses d'aluminium pour créer le PB145 qui est commercialisé en 1970. En 1976, PistenBully introduit le PB170D avec la direction à contrôles électroniques et une cabine au confort inégalé. Source.

## Principe

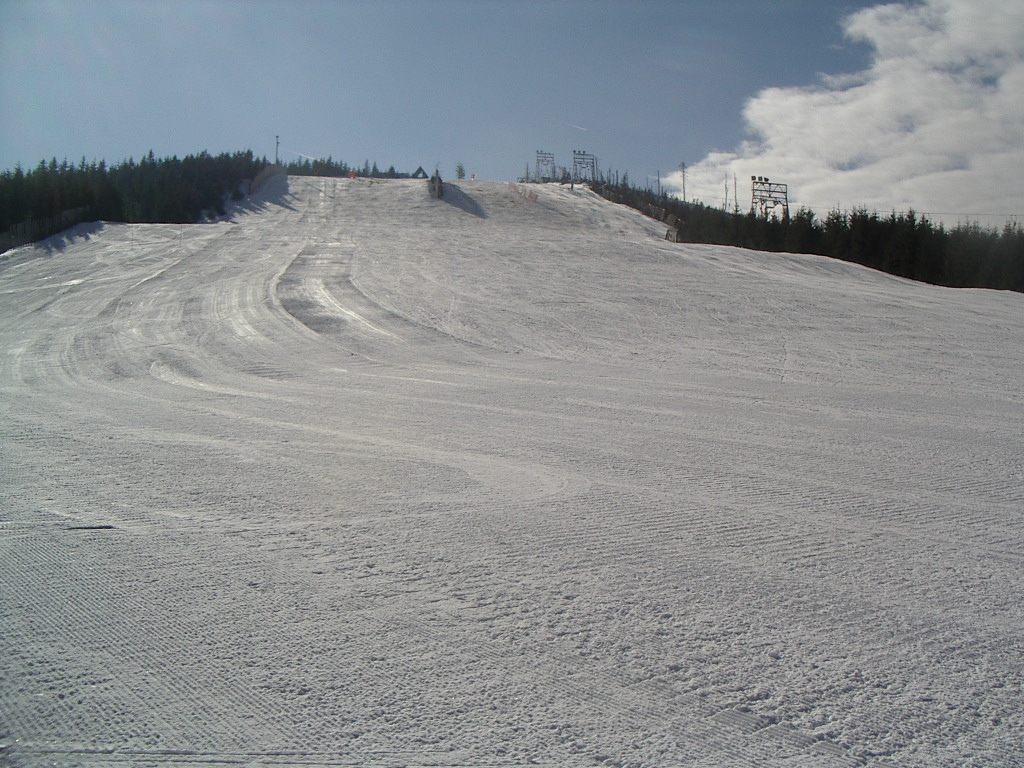
Piste de ski après le passage des dameuses.

Les deux principales fonctions des dameuses sont de produire un état de surface des pistes facilement skiable et de préserver le manteau neigeux de la fonte. Le principe de la dameuse est simple : une lame articulée à l'avant sert à donner forme à la piste, casser les bosses, boucher les trous, transporter la neige, etc.
et à réaliser un premier tassement et un brassage du manteau neigeux ;
- à l'arrière, une fraise ou un équipement fraisant chasse l'air du manteau neigeux, opération suivie d'un lissage grâce à des bavettes flexibles, avec une forme de « tôle ondulée » qui permet d'augmenter la surface de neige en contact avec l'air froid, et, par conséquent, d'améliorer la pénétration du froid dans le manteau neigeux ;
- sur la plage arrière, certaines dameuses possèdent un treuil pour les aider à remonter les pentes très abruptes.

Il existe plusieurs accessoires adaptés à différents types de pistes : pour pistes de ski conventionnel, pour ski acrobatique et surf des neiges (« snowparks »), ainsi que pour faire des trace-guides pour motoneige et ski nordique.

## Fonctionnement

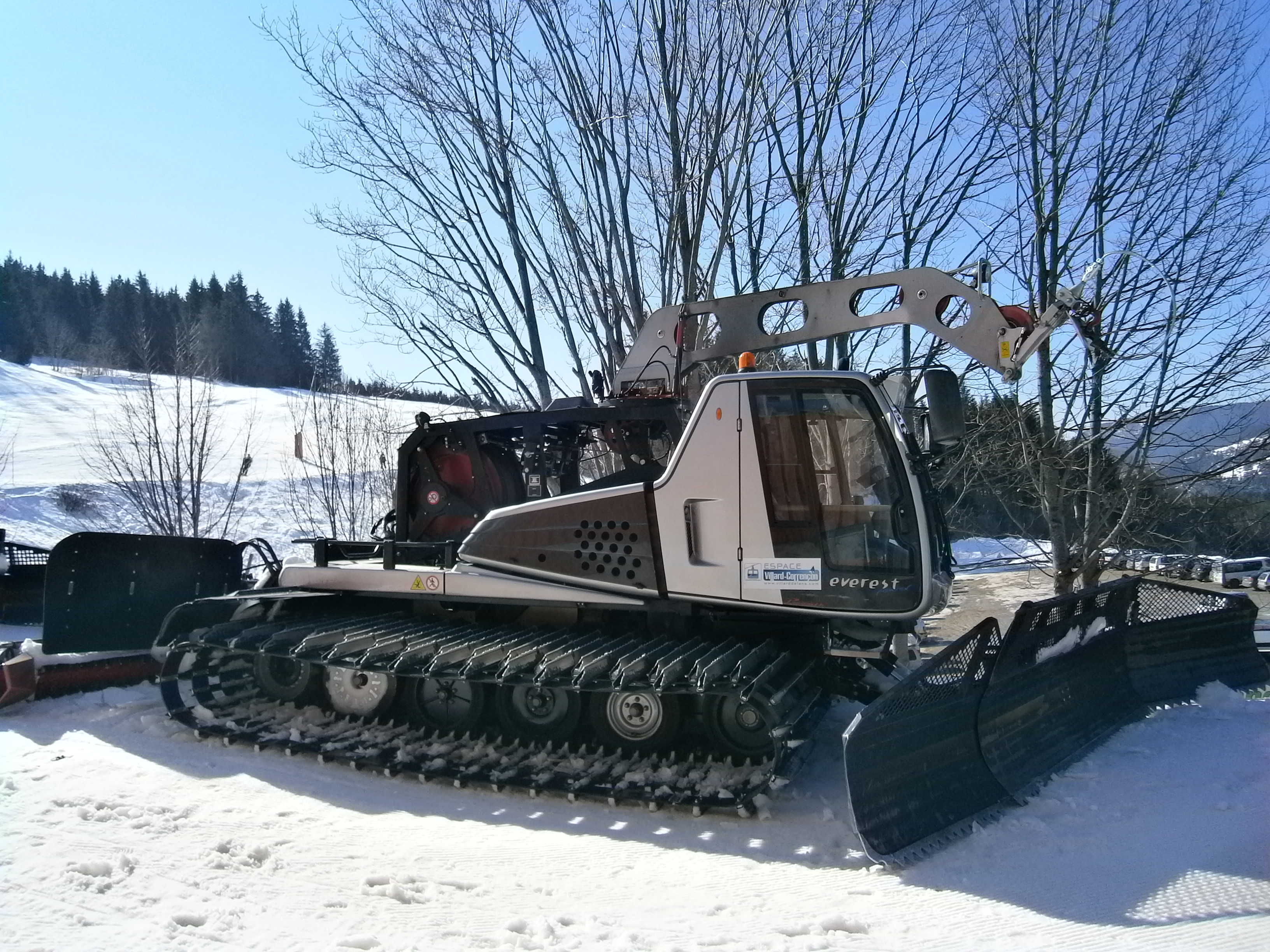
Prinoth Everest Power équipé d'un treuil.

La transmission qui équipe les dameuses est dite hydrostatique. Un moteur thermique entraîne en rotation des pompes hydrauliques à cylindrée variable qui, elles-mêmes, alimentent les moteurs hydrauliques des chenilles et de l'équipement arrière. Quand une grande quantité de neige est tombée, ou a été produite artificiellement, une dameuse passe pour la compacter afin de faciliter la glisse. À la fin des activités de la journée, les dameuses passent également pour briser la neige compactée et la glace pour donner de bonnes conditions de glisse. La texture dans les deux cas est similaire à du velours côtelé (ondulations transversales comme sur la photo ci-contre).
Dans la cabine, l'opérateur dispose de tout le confort pour manœuvrer l'engin : la direction, commandée soit par un volant, soit par des manettes, s'opère par variation de vitesse des chenilles l'une par rapport à l'autre. Une centrale électronique régule automatiquement l'avancement de la machine en fonction de la puissance demandée par l'accessoire arrière, ce qui empêche tout calage du moteur. La vitesse de déplacement des dameuses peut s'élever à 20 km/h et les surfaces travaillées sont de l'ordre de 10 ha/h. La puissance moyenne des machines actuelles est de 600 ch pour une masse de 9 t pour une dameuse standard et 11 t pour une dameuse à treuil.

## Conséquences sur l'environnement
L'utilisation de dameuses présente certains effets négatifs sur l'environnement : le compactage réduit la porosité et la perméabilité de la couverture neigeuse, ce qui engendre un plus grand ruissellement dans les pentes. L'isolation de la neige est également réduite par enlèvement de l'air qui s'y trouve habituellement, permettant au froid de pénétrer plus profondément dans le sol.

## Marques

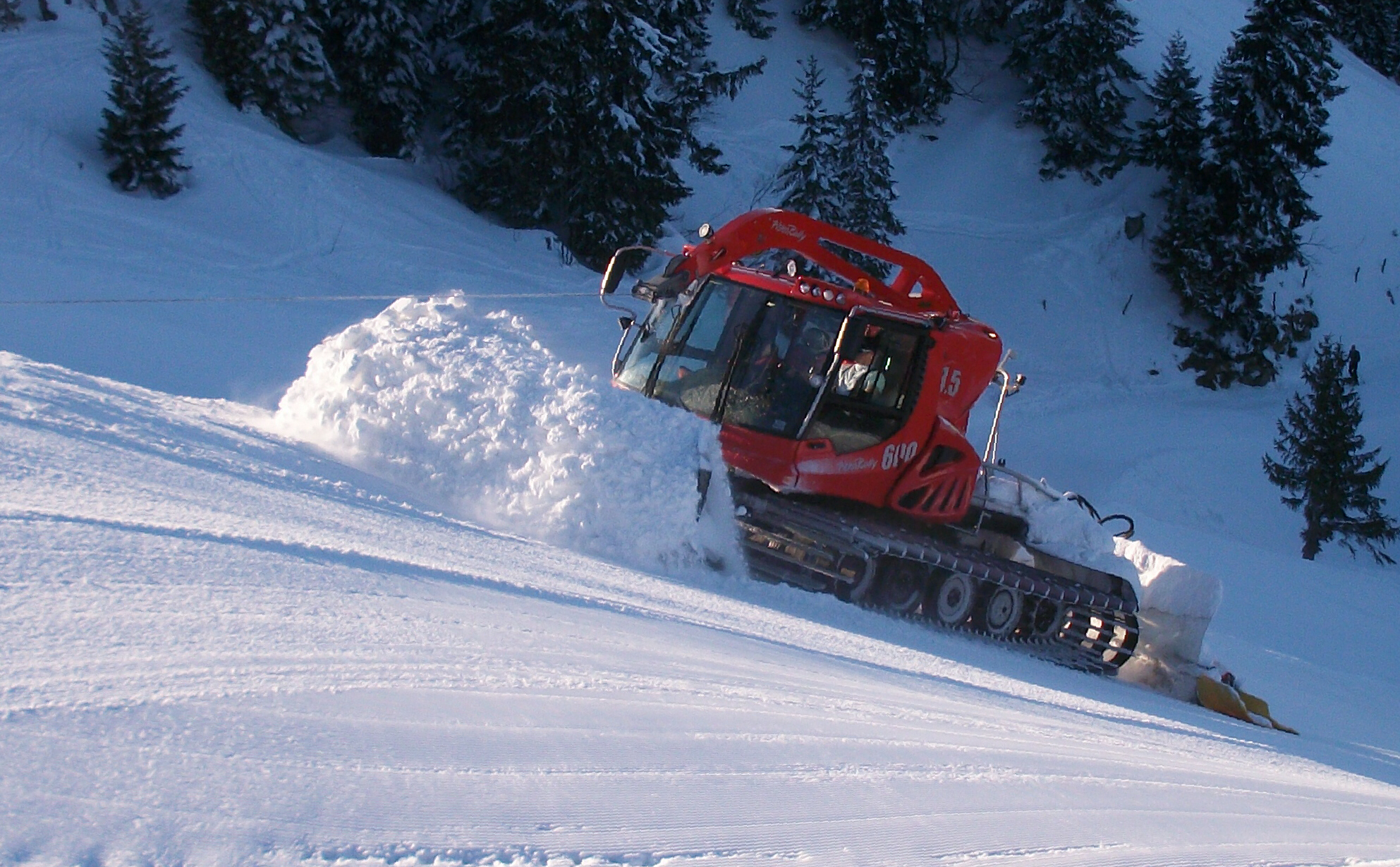
Kässbohrer Pisten Bully 600SCR W.

- Leitner (Prinoth, Bombardier)
- Kässbohrer PistenBully (Formatic)